# Сервеєр-5
«Сервеєр-5» (англ. Surveyor 5 — геодезист) — п'ятий американський апарат, запущений для здійснення м'якої посадки на небесне тіло, а саме на Місяць, у рамках місячної програми Сервеєр із запуску безпілотних апаратів з метою вивчення Місяця з його поверхні. Третій спускний апарат, що здійснив успішну посадку 1°25′ пн. ш. 23°11′ сх. д. / 1.41° пн. ш. 23.18° сх. д.. На землю було передано 19 049 фотографій.

## Політ
«Сервеєр-5» було запущено 8 вересня 1967 року о 07:57:01 UTC ракетою-носієм «Атлас-Центавр-Д» з космодрому на мисі Канаверал.
У польоті відбувався витік гелію з витискувальної системи в рідинній рушійній установці, що могло призвести до невдачі. Імпровізована послідовність посадки, за якої гальмівна рушійна установка увімкнулась за 42 км над поверхнею Місяця (приблизно удвічі нижче звичайної висоти у нормальному польоті), що дозволила здійснити швидку посадку за 106 секунд з висоти 1340 м (близько 10 % нормальної). Це перемістило гелій до верхнього краю ємності, що запобігло вимиканню двигуна від недостатнього тиску.
Космічний апарат приземлився в 00:46:44 UT 11 вересня 1967 року в Море Спокою, в точці з селенографічними координатами 1,41° північної широти і 23,18° східної довготи, на краю невеликого кратера зі схилом близько 20°.
Посадка відбулась успішно, дані надходили протягом 2 тижнів після посадки. Мініатюрна лабораторія хімічного аналізу використовувала пристрій розсіювання альфа-частинки і визначила що поверхня місячного ґрунту складається з базальтів.
Космічний апарат передавав відмінні дані, отримані від усіх експериментів, одразу після приземлення до 18 жовтня, з перервою з 24 вересня по 15 жовтня під час першої місячної ночі. Дані надходили до 1 листопада, коли почалася друга місячна ніч. Передачі відновлювались впродовж третього і четвертого місячних днів, й остаточно припинилися 17 грудня. Фотографії надходили впродовж першого, другого, і четвертого місячних днів.

## Конструкція

### Рама
Рама апарата мала базову трикутну форму з алюмінієвих труб, що спрощувало монтування науково-технічного обладнання. У кутах рами кріпились три відкидні посадкові ноги з амортизаторами і опорами. Під час запуску опори перебували складеними під обтічником. Опори і амортизаційні блоки, укріплені на кожній нозі, складались з алюмінієвих чарунок, за рахунок деформації яких поглиналася енергія посадкового удару. Опори розкладалися на 4,3 м від центру апарата. Апарат був висотою приблизно 3 м.

### Живлення
На вершині вертикальної щогли висотою понад один метр, розташованої в центрі трикутника, були сонячні батареї площею 0,855 м² з 792 фотоелементів, що створювали потужність до 85 Вт, додатково використовувались срібно-цинкові батареї.

### Зв'язок
До центру щогли кріпилась рухома плоска антена з високим коефіцієнтом підсилення, що передавала телевізійні зображення. Дві неспрямовані антени на кінцях розкладних щогл використовувались для передачі і прийому команд. Апарат мав два передавачі і два приймачі.

### Теплозахист
Теплозахист забезпечувався поєднанням білої фарби і оздобленням з високим коефіцієнтом тепловиділення, нанесеними на поліровану алюмінієву основу.

### Відсіки апаратури
На рамі у двох відсіках з контрольованою температурою розміщувалась електронна апаратура. Відсіки були вкриті потужною теплоізоляцією, крізь яку проходили теплові канали, також у відсіках були терморегулювачі і маленькі електричні нагрівачі. В одному відсіку, у якому підтримувалася температура від 5 до 50 °C, розміщувалось обладнання для зв'язку і контролю електропостачання. В іншому, у якому підтримувалася температура від −20 до 50 °C, розміщувалось обладнання для обробки сигналів.

### Інженерне обладнання
Телевізійна камера була змонтована близько біля вершини триніжка. В структуру були вставлені тензодатчики, температурні сенсори та інше інженерне обладнання.
Один фотометричний приціл було змонтовано біля кінця посадкової опори. одна коротка стріла розкладалася з центру структури.
Сонячний сенсор, датчик Канопуса і швидкі гіроскопі, що оберталися у кардановій підвісці, допомагали визначити орієнтацію апарата.

### Рух і орієнтація
Рух і орієнтація здійснювались за допомогою холодного азоту під час фази польоту. Твердопаливний двигун у формі сталевої кулі, змонтований у центрі апарата, використовувався при посадці. Три малі ракетні двигуни з керованою тягою використовувались під час корекції орбіти і посадки. Двигуни працювали на гідраті монометилгідразину (пальне) і суміші MON-10 (90 % диоксиду динітрогену (N2O2) і 10 % монооксиду азоту (NO)). Кожна камера згоряння мала тягу 130—460 Н, один двигун повертався для контролю крену. Паливо зберігалося у сферичних баках, прикріплених до рами апарата.

### Схема посадки
Висотомір вмикав головний ракетний двигун для початкового гальмування. Після закінчення роботи твердопаливного двигуна відокремлювались висотомір і двигун. Після цього вмикались доплерівський і висотомірний радари, що забезпечували інформацію для роботи автопілота, який контролював систему малих двигунів до посадки.

## Обладнання

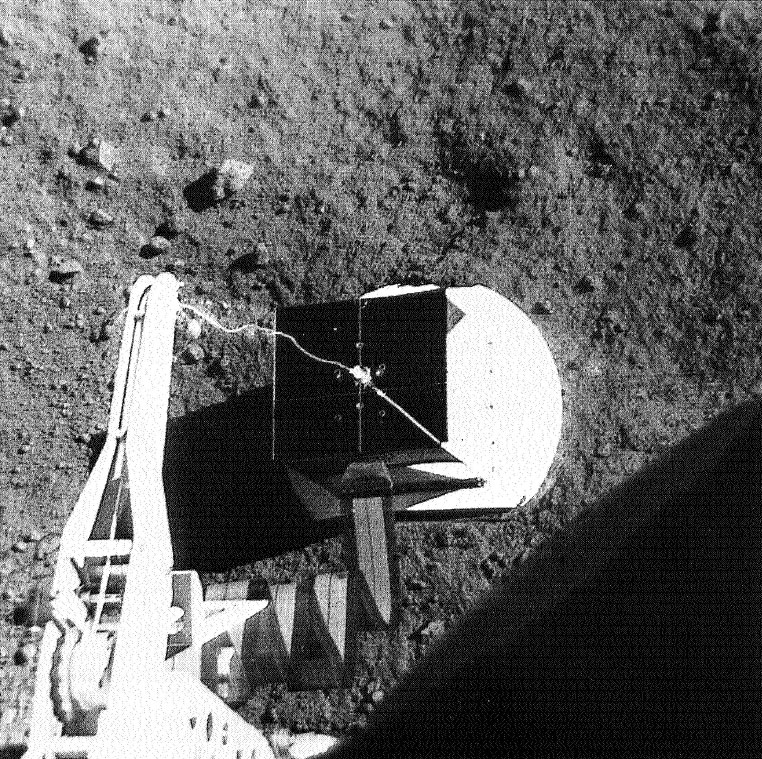
Дослідницька апаратура «Сервеєра»

Метою польоту було отримати телевізійні зображення місячної поверхні з місця посадки, провести експеримент з ерозії ракетних двигунів, визначити відносний вміст хімічних елементів в місячному ґрунті, отримати дані динаміки приземлення, і отримати дані тепловізійного і радіолокаційного відображення. Інструменти для цього космічного апарата були схожі на інструменти попередніх апаратів. Інструмент для розсіювання альфа-частинок був встановлений замість ґрунтозбірника, невеликий магніт був прикріплений до однієї опори, щоб виявити присутність магнітного матеріалу в місячному ґрунті.

### Телекамера
На Сервеєрі-5 була встановлена телевізійна система і близько 100 датчиків для вимірювання температур, напруг, положення рухливих елементів апарата, а також акселерометри. Телевізійна система могла працювати у двох режимах: з розкладанням зображення на 200 або на 600 рядків. Роздільна здатність її була 0,5 мм на відстані 1,6 м від камери. У складі апарата знаходилися сонячний датчик і датчик опорної зірки Канопус, а також кілька радіолокаторів для визначення швидкості спуску і відстані до місячної поверхні. Радіовисотомір давав сигнал на вимикання гальмівного двигуна. Інший висотомір за допомогою бортової обчислювальної машини керував двигунами малої тяги
Телевізійна камера складалася з трубки відикона, двох лінз із фокусною відстанню 25 і 100 мм, затворів, світлофільтрів й діафрагми, встановлених вздовж осі, що була нахилена на 16 градусів до центральної осі апарата. Телекамера була встановлена під дзеркалом, яке могло переміщуватись за азимутом (горизонтально) і висотою (вертикально). Робота камери повністю залежала від надходження належних команд із Землі. Покадрове охоплення місячної поверхні було отримано після оберту на 360 градусів за азимутом в проміжку від 40 градусів вище площини, перпендикулярної осі «Z» камери до −65° нижче цієї площини.
Були використані режими роботи телекамери з передачею 600 і 200 ліній.
У режимі 200 ліній один кадр сканувався кожні 61,8 секунди і дані передавалися неспрямованою антеною. Повна передача зображення відеосигналом в режимі 200 ліній тривала 20 секунд на частоті 1,2 кГц.
Фотографії у режимі 600 ліній передавались спрямованою антеною. Отримані фотографії сканувались раз на 3,6 секунди. Кожне зображення в режимі 600 ліній вимагало номінально одну секунду для зчитування картинки з відикона, і частоту 220 кГц для передачі цифрового сигналу. Телевізійні зображення були показані на Землі у повільному скануванні на екрані телевізора, який був вкритий фотолюмінофором довгострокової стійкості відповідно до номінальної максимальної частоти кадрів. Один кадр зображення утворювався з кожного отриманого фото в режимі реального часу зі швидкістю, сумісною з отримуваним зображенням. Ці дані були записані на магнітну стрічку відеомагнітофона і на кіноплівку шириною 70 мм.
Протягом першого місячного дня, який закінчився 24 вересня 1967 року, було передано 18 006 високоякісних телевізійних фотографій. Після відключення під час місячної ночі, на понад 20 діб, камера відповідала на команди і додатково з 15 по 23 жовтня 1967 року було передано 1048 фотографій. Ще 64 фотографій були передані під час четвертого місячного дня, але якість знімків, порівняно з прийнятими після першого місячного дня була гіршою, внаслідок деградації камери під впливом місячних нічних температур.

### Альфа-спектрометр
Аналізатор розсіювання альфа-частинок поверхнею був розроблений для безпосереднього вимірювання кількості основних елементів місячної поверхні. Прилад складався з шести джерел альфа-частинок кюрія-242, що прицільно опромінювали зразок крізь отвір діаметром 100 мм у нижній частині приладу, і двох паралельних, але незалежних детекторних систем заряджених частинок. Одна система мала два датчики виявлення енергетичних спектрів альфа-частинок, розсіяних від місячної поверхні, інша, з чотирма датчиками, виявляла енергетичні спектри протонів внаслідок реакцій (альфа-частинок і протонів) в поверхні матеріалу. Кожен детектор був з'єднаний з аналізатором висоти імпульсу. Пакет електроніки у відсіку, розташованому на космічному апараті, постійно передавав телеметричні сигнали на Землю при виконанні експерименту. У спектрах зразків було виявлено кількісну інформацію про всі основні елементи, крім водню, гелію і літію. Експеримент тривалістю 83 години надав високоякісні дані протягом першого місячного дня. У другій місячний день були накопичені 22 години даних, надходження яких зменшив детектор шуму.